# Martin Munyanyi
Martin Munyanyi (* 3. Januar 1956 in Bikita; † 15. Mai 2022 in Shurugwi) war ein simbabwischer Geistlicher und römisch-katholischer Bischof von Gweru.

## Leben
Martin Munyanyi studierte von 1976 bis 1978 Philosophie und von 1979 bis 1983 Theologie am Priesterseminar in Chishawasha bei Harare und empfing am 3. September 1983 die Priesterweihe. Er war zunächst in seinem Heimatbistum Gweru in den Pfarren St. Michael, Ascot und St. Alois in Silobela sowie am Charles-Lwanga-Seminar in Chimanimani tätig. Von 1995 bis 1999 lehrte er am Großen Seminar in Chishawasha, zunächst als Vizerektor und dann als Rektor. 2000 erfolgte die Ernennung zum Rektor des neuen nationalen Philosophischen Seminars St. Augustine’s Seminary in Bulawayo. Von 2003 bis 2005 absolvierte er ein philosophisches Doktoratsstudium an der Päpstlichen Universität Urbaniana in Rom.
Papst Benedikt XVI. ernannte ihn am 11. Mai 2006 zum Bischof von Gweru. Der Bischof von Masvingo, Michael Dixon Bhasera, spendete ihm am 26. August desselben Jahres die Bischofsweihe; Mitkonsekratoren waren Robert Christopher Ndlovu, Erzbischof von Harare, und Pius Alick Mvundla Ncube, Alterzbischof von Bulawayo.
Am 28. April 2012 hat Papst Benedikt XVI. das Rücktrittsgesuch von Martin Munyanyi angenommen und Michael Dixon Bhasera, Bischof von Masvingo, als Administrator eingesetzt.